# 534 (szám)
Az 534 (római számmal: DXXXIV) egy természetes szám, szfenikus szám, a 2, a 3 és a 89 szorzata.

## A szám a matematikában
A tízes számrendszerbeli 534-es a kettes számrendszerben 1000010110, a nyolcas számrendszerben 1026, a tizenhatos számrendszerben 216 alakban írható fel.
Az 534 páros szám, összetett szám, azon belül szfenikus szám, kanonikus alakban a 21 · 31 · 891 szorzattal, normálalakban az 5,34 · 102 szorzattal írható fel. Nyolc osztója van a természetes számok halmazán, ezek növekvő sorrendben: 1, 2, 3, 6, 89, 178, 267 és 534.
Az 534 négyzete 285 156, köbe 152 273 304, négyzetgyöke 23,10844, köbgyöke 8,11298, reciproka 0,0018727. Az 534 egység sugarú kör kerülete 3355,22095 egység, területe 895 843,99473 területegység; az 534 egység sugarú gömb térfogata 637 840 924,2 térfogategység.